# Wet op de beroepen in de individuele gezondheidszorg
De Wet op de beroepen in de individuele gezondheidszorg (Wet BIG) uit december 1993 is een van de Nederlandse wetten waarmee is vastgelegd op welke manier personen tot handelingen op het gebied van de individuele gezondheidszorg bevoegd zijn. De wet werd aangenomen in november en december 1993 en verving de Wet Uitoefening Geneeskunst uit 1865. Ze trad op 1 december 1997 in werking.

## Bedoeling van de wet
- zo veel mogelijk mensen in staat te stellen zorg te verlenen met een eigen verantwoordelijkheid
- de kwaliteit van de uitoefening van de gezondheidszorg te bewaken en zorgvragers te behoeden tegen onzorgvuldig handelen door zorgverleners
- daar waar nodig zaken apart regelen (alleen voor bepaalde handelingen en bepaalde beroepen)

Met de invoering van de Wet BIG is het absolute verbod op onbevoegd uitoefening van de geneeskunde zoals dat in de Wet Uitoefening Geneeskunst van Thorbecke (1865) was vastgelegd komen te vervallen. Alle niet-artsen functioneerden toen in de zorg volgens de 'verlengde-arm-constructie', waarbij handelingen door niet-artsen werden gezien als uitgevoerd door de 'verlengde arm' van de arts. Met de wet BIG hebben alle zorgverleners een eigen verantwoordelijkheid gekregen in de zorgverlening. Ook heeft de wet de mogelijkheden voor mantelzorgers vergroot.
De beroepen die geregeld zijn in artikel 3 van de wet BIG, dit zijn onder andere de artsen, verpleegkundigen en fysiotherapeuten, kennen een verplichte registratie met periodieke herregistratie, een wettelijk tuchtrecht en hebben een beschermde beroepstitel. De voorheen paramedische beroepen die nu zijn geregeld in artikel 34 van de wet BIG kennen geen verplichte registratie en kennen geen wettelijk geregeld tuchtrecht. Zij hebben een opleidingstitel.

## Kwaliteitsbewaking door de wet BIG
De kwaliteit van de zorg wordt bewaakt door:
- algemene regels over de kwaliteit van alle zorgverleners
- bepaalde risicovolle handelingen apart te regelen, de zogenaamde voorbehouden handelingen
- titelbescherming, beroepsregistratie en tuchtrecht te regelen voor een aantal beroepen met meer zelfstandigheid en verantwoordelijkheid
- periodieke herregistratie voor de beroepen in de wet.

### Big II
Eind 2017 werd de BIG II aangekondigd: in 2019 werd door minister voor Medische zorg en Sport Bruno Bruins hiervoor een overgangsregeling aangekondigd die bepaalt dat alle MBO- en inservice opgeleide verpleegkundigen in ieder geval gecertificeerd moeten zijn op niveau NLQF-6. In deze aangepaste wet zullen alleen de HBO-opgeleide verpleegkundigen die vanaf 2012 hun opleiding hebben afgerond, zich als 'regieverpleegkundige' kunnen laten registreren in het BIG-register. De term regieverpleegkundige is een nieuwe titel, waarmee wordt verwezen naar een eindverantwoordelijk verpleegkundige, en komt naast de huidige beroepstitel van verpleegkundige. Overige HBO’ers, MBO'ers, en inservice-opgeleiden met een specifieke aanvullende opleiding komen onder de overgangsregeling te vallen. Deze aankondiging zorgde voor veel onrust bij de beroepsgroep.
Tijdens de coronapandemie in Nederland werd in maart 2020 de verplichte herregistratie, als ook de invoering van de nieuwe Wet BIG II, voor alle artikel 3 beroepen uitgesteld tot nader order. In april 2020 werd besloten dat verpleegkundigen en artsen van wie de registratie in 2018 was verlopen, opnieuw aan de slag mochten in de zorg, mits zij nog voldoende vaardig zijn.

## Titelbescherming, beroepsregistratie en tuchtrecht
Voor negen beroepen in de gezondheidszorg is er ingevolge de Wet BIG titelbescherming. Op dit moment is de voorwaarde een afgeronde opleiding en de registratie in het BIG-register. Het BIG-register is openbaar. Indien een geregistreerde beroepsbeoefenaar slechts onder voorwaarden zijn beroep mag uitoefenen, of helemaal niet meer, dan staat dit in het register vermeld. Ook worden er voorwaarden gesteld aan herregistratie, waarbij werkervaring en nascholing een rol spelen.
De beroepsbeoefenaars die vanuit hun opleiding in aanmerking komen voor de BIG-registratie zijn:
- verpleegkundigen (0)
- artsen (1)
- tandartsen (2)
- verloskundigen (3)
- fysiotherapeuten (4)
- gezondheidszorgpsychologen (5)
- psychotherapeuten (6)
- apothekers (7)
- physician assistants (8)
- klinisch technologen (2)

Aan het laatste cijfer van het 11-cijferige BIG-registratienummer, dat hierboven tussen haakjes is vermeld, is te zien in welk van de vakregisters iemand is ingeschreven. De uitzondering is het cijfer 2, dat zowel voor tandartsen als voor klinische technologen wordt gebruikt. Is iemand in meerdere registers ingeschreven dan heeft deze persoon voor elk register een apart registratienummer. 
Voor alle beroepen van in het BIG-register geregistreerde beroepsbeoefenaars is tuchtrechtspraak mogelijk. Voorheen was dat alleen het geval voor artsen, apothekers, tandartsen, verloskundigen en verpleegkundigen.
Binnen verschillende beroepen bestaan specialismen. Binnen de wet BIG is geregeld dat de Minister van Volksgezondheid bepaalde specialistentitels wettelijk kan erkennen. Alleen mensen die zowel voor het betreffende beroep zijn ingeschreven in het BIG-register als in het specialistenregister van de - door de minister erkende - beroepsorganisatie, mogen dan die specialistentitel voeren.

### Privaatrechtelijke registratie
Logopedisten, diëtisten, orthoptisten, optometristen, MBB'ers (radiodiagnostisch laboranten, radiotherapeutisch laboranten, nucleair medewerkers), mondhygiënisten, oefentherapeuten Mensendieck en Cesar, ergotherapeuten, huidtherapeuten, tandprothetici en podotherapeuten vallen onder artikel 34 van de wet BIG en zijn privaatrechtelijk geregistreerd door de Stichting KwaliteitsRegister Paramedische Beroepen. Op deze beroepen is geen tuchtrecht van toepassing; wel kunnen eigen beroepsorganisaties een eigen klachtenregeling hebben.
Ook binnen de beroepsgroep van artsen komt privaatrechtelijke registratie voor; de zogenaamde 'profielregistratie'. Het betreft specialismen die niet als zodanig door de minister wettelijk zijn erkend, maar die wel door de beroepsorganisatie KNMG zijn erkend. Het betreft: arts beleid en advies KNMG, arts indicatie en advies KNMG, arts tuberculosebestrijding KNMG, forensisch arts KNMG, arts infectieziektebestrijding KNMG, jeugdarts KNMG, arts medische milieukunde KNMG, cosmetisch arts KNMG en spoedeisendehulparts KNMG.

## Voorbehouden handelingen
Een aantal handelingen mag alleen worden uitgevoerd indien men over de vereiste titel beschikt, of in opdracht van de behandelaar. De beoefenaar die over de juiste titel beschikt moet redelijkerwijs bekwaam zijn voor het behoorlijk verrichten van de handeling (art. 35a Wet BIG).
In principe mag de geregistreerde beroepsbeoefenaar een ander geen opdracht geven tot het uitvoeren van een voorbehouden handeling, een uitzondering wordt gevormd door art. 38 van de BIG wet:
- indien de opdrachtgever indien redelijkerwijs nodig aanwijzingen geeft. Dit kan via protocollen, maar ook mondeling
- de mogelijkheid tot tussenkomst voldoende gegarandeerd is
- de opdrachtgever kan aannemen dat de opdrachtnemer redelijkerwijs bekwaam is om de handeling behoorlijk uit te voeren.

Het staat beroepsgroepen en instellingen vrij om in verschillende situaties te bepalen wat 'redelijkerwijs' of 'voldoende' is. De Inspectie Gezondheidszorg en Jeugd ziet toe op een juiste interpretatie. Dit is een belangrijke wijziging van de wet, omdat hierdoor bijvoorbeeld getrainde assistentes bij tandarts- en huisartspraktijken een aantal handelingen - zoals het geven van injecties - kunnen uitvoeren.
Artikel 36 van de BIG-wet bepaalt dat bevoegd zijn tot de volgende handelingen:
| Handeling                                                                                   | arts | tandarts | verlosk. | verpleegk. |
| ------------------------------------------------------------------------------------------- | ---- | -------- | -------- | ---------- |
| heelkundige handelingen (het verstoren van de samenhang der weefsels, bijvoorbeeld snijden) | +    | @        | @        |            |
| verloskundige handelingen                                                                   | +    |          | @        |            |
| endoscopieën                                                                                | +    |          |          |            |
| katheterisaties                                                                             | +    |          | @        |            |
| injecties                                                                                   | +    | @        | @        |            |
| puncties                                                                                    | +    |          | @        |            |
| narcose                                                                                     | +    | @        |          |            |
| gebruikmaking van radioactieve stoffen of toestellen met ioniserende straling               | @    | @        |          |            |
| electieve cardioversie                                                                      | +    |          |          |            |
| defibrillatie                                                                               | +    |          |          |            |
| elektroconvulsietherapie                                                                    | +    |          |          |            |
| steenvergruizing                                                                            | +    |          |          |            |
| handelingen t.a.v. menselijke geslachtscellen en embryo's                                   | +    |          |          |            |
| het voorschrijven van UR-(uitsluitend op recept) geneesmiddelen                             | +    | +        | @        | @          |

| + | bevoegd |
| @ | uitsluitend bevoegd voor zover het handelingen betreft die worden gerekend tot het gebied van hun professionele deskundigheid, of onder andere voorwaarden |